# Short n' Sweet Tour
De Short n' Sweet Tour is de vijfde concerttour, en de eerste arenatour, van de Amerikaanse zangeres Sabrina Carpenter, ter ondersteuning van haar zesde studioalbum, Short n' Sweet (2024). De tournee begint op 23 september 2024 in Columbus (Ohio) en eindigt voorlopig op 26 maart 2025 in Milaan (Italië).

## Achtergrond
Carpenter maakte de Noord-Amerikaanse data voor de tour bekend op 20 juni 2024. Europese data werden aangekondigd op 23 juli 2024. De Belgische show was in enkele minuten uitverkocht. Op 2 december 2024 werden er extra shows toegevoegd in Zwitserland en Zweden. 

## Tournee
| Datum (2024) | Stad            | Land             | Venue                    | Opening acts   |
| ------------ | --------------- | ---------------- | ------------------------ | -------------- |
| 23 september | Columbus        | Verenigde Staten | Nationwide Arena         | Amaarae        |
| 25 september | Toronto         | Canada           | Scotiabank Arena         | Amaarae        |
| 26 september | Detroit         | Verenigde Staten | Little Caesars Arena     | Amaarae        |
| 29 september | New York        | Verenigde Staten | Madison Square Garden    | Amaarae        |
| 30 september | Brooklyn        | Verenigde Staten | Barclays Center          | Amaarae        |
| 2 oktober    | Hartford        | Verenigde Staten | XL Center                | Amaarae        |
| 3 oktober    | Boston          | Verenigde Staten | TD Garden                | Amaarae        |
| 5 oktober    | Baltimore       | Verenigde Staten | CFG Bank Arena           | Amaarae        |
| 8 oktober    | Philadelphia    | Verenigde Staten | Wells Fargo Center       | Amaarae        |
| 11 oktober   | Montreal        | Canada           | Bell Centre              | Amaarae        |
| 13 oktober   | Chicago         | Verenigde Staten | United Center            | Amaarae        |
| 14 oktober   | Minneapolis     | Verenigde Staten | Target Center            | Amaarae        |
| 16 oktober   | Nashville       | Verenigde Staten | Bridgestone Arena        | Griff          |
| 17 oktober   | St. Louis       | Verenigde Staten | Chaifetz Arena           | Griff          |
| 19 oktober   | Raleigh         | Verenigde Staten | PNC Arena                | Griff          |
| 20 oktober   | Charlottesville | Verenigde Staten | John Paul Jones Arena    | Griff          |
| 22 oktober   | Atlanta         | Verenigde Staten | State Farm Arena         | Griff          |
| 24 oktober   | Orlando         | Verenigde Staten | Kia Center               | Griff          |
| 25 oktober   | Tampa           | Verenigde Staten | Amalie Arena             | Griff          |
| 27 oktober   | Houston         | Verenigde Staten | Toyota Center            | Griff          |
| 28 oktober   | Austin          | Verenigde Staten | Moody Center             | Griff          |
| 30 oktober   | Dallas          | Verenigde Staten | American Airlines Center | Griff          |
| 1 november   | Denver          | Verenigde Staten | Ball Arena               | Declan McKenna |
| 2 november   | Salt Lake City  | Verenigde Staten | Delta Center             | Declan McKenna |
| 4 november   | Vancouver       | Canada           | Pacific Coliseum         | Declan McKenna |
| 6 november   | Seattle         | Verenigde Staten | Climate Pledge Arena     | Declan McKenna |
| 7 november   | Portland        | Verenigde Staten | Moda Center              | Declan McKenna |
| 9 november   | San Francisco   | Verenigde Staten | Chase Center             | Declan McKenna |
| 10 november  | San Diego       | Verenigde Staten | Pechanga Arena           | Declan McKenna |
| 13 november  | Phoenix         | Verenigde Staten | Footprint Center         | Declan McKenna |
| 15 november  | Los Angeles     | Verenigde Staten | Crypto.com Arena         | Declan McKenna |
| 17 november  | Inglewood       | Verenigde Staten | Kia Forum                | Declan McKenna |
| 18 november  | Inglewood       | Verenigde Staten | Kia Forum                | Declan McKenna |

| Datum (2025) | Stad        | Land                | Locatie               | Openingsacts           |
| ------------ | ----------- | ------------------- | --------------------- | ---------------------- |
| 3 maart      | Dublin      | Ierland             | 3 Arena               | Rachel Chinouriri      |
| 4 maart      | Dublin      | Ierland             | 3 Arena               | Rachel Chinouriri      |
| 6 maart      | Birmingham  | Verenigd Koninkrijk | Nutita Arena          | Rachel Chinouriri      |
| 8 maart      | Londen      | Verenigd Koninkrijk | De O2-Arena           | Rachel Chinouriri      |
| 9 maart      | Londen      | Verenigd Koninkrijk | De O2-Arena           | Rachel Chinouriri      |
| 11 maart     | Glasgow     | Verenigd Koninkrijk | OVO Hydro             | Rachel Chinouriri      |
| 13 maart     | Manchester  | Verenigd Koninkrijk | Co-op Live            | Rachel Chinouriri      |
| 14 maart     | Manchester  | Verenigd Koninkrijk | Co-op Live            | Rachel Chinouriri      |
| 16 maart     | Parijs      | Frankrijk           | Accor Arena           | Rachel Chinouriri      |
| 17 maart     | Parijs      | Frankrijk           | Accor Arena           | Rachel Chinouriri      |
| 19 maart     | Berlijn     | Duitsland           | Uber Arena            | Rachel Chinouriri      |
| 22 maart     | Brussel     | België              | ING Arena             | Rachel Chinouriri      |
| 23 maart     | Amsterdam   | Nederland           | Ziggo Dome            | Rachel Chinouriri      |
| 26 maart     | Milaan      | Italië              | Unipol-forum          | Rachel Chinouriri      |
| 27 maart     | Zurich      | Zwitserland         | Hallenstadion         | Rachel Chinouriri      |
| 30 maart     | Oslo        | Noorwegen           | Unity Arena           | Rachel Chinouriri      |
| 31 maart     | Kopenhagen  | Denemarken          | Royal Arena           | Rachel Chinouriri      |
| 1 april      | Kopenhagen  | Denemarken          | Royal Arena           | Rachel Chinouriri      |
| 3 april      | Stockholm   | Zweden              | Avicii Arena          | Rachel Chinouriri      |
| 4 april      | Stockholm   | Zweden              | Avicii Arena          | Rachel Chinouriri      |
| 5 juli       | Londen      | Verenigd Koninkrijk | Hyde Park             |                        |
| 6 juli       | Londen      | Verenigd Koninkrijk | Hyde Park             |                        |
| 23 november  | Pittsburgh  | Verenigde Staten    | PPG Paints Arena      | Olivia Dean Amber Mark |
| 24 oktober   | Pittsburgh  | Verenigde Staten    | PPG Paints Arena      | Olivia Dean Amber Mark |
| 26 oktober   | New York    | Verenigde Staten    | Madison Square Garden | Olivia Dean Amber Mark |
| 28 oktober   | New York    | Verenigde Staten    | Madison Square Garden | Olivia Dean Amber Mark |
| 29 oktober   | New York    | Verenigde Staten    | Madison Square Garden | Olivia Dean Amber Mark |
| 31 oktober   | New York    | Verenigde Staten    | Madison Square Garden | Olivia Dean Amber Mark |
| 1 november   | New York    | Verenigde Staten    | Madison Square Garden | Olivia Dean Amber Mark |
| 4 november   | Nashville   | Verenigde Staten    | Bridgestone Arena     | Olivia Dean Amber Mark |
| 5 november   | Nashville   | Verenigde Staten    | Bridgestone Arena     | Olivia Dean Amber Mark |
| 10 november  | Toronto     | Canada              | Scotiabank Arena      | Ravyn Lenae Amber Mark |
| 11 november  | Toronto     | Canada              | Scotiabank Arena      | Ravyn Lenae Amber Mark |
| 16 november  | Los Angeles | Verenigde Staten    | Crypto.com Arena      | Ravyn Lenae Amber Mark |
| 17 november  | Los Angeles | Verenigde Staten    | Crypto.com Arena      | Ravyn Lenae Amber Mark |
| 19 november  | Los Angeles | Verenigde Staten    | Crypto.com Arena      | Ravyn Lenae Amber Mark |
| 20 november  | Los Angeles | Verenigde Staten    | Crypto.com Arena      | Ravyn Lenae Amber Mark |
| 22 november  | Los Angeles | Verenigde Staten    | Crypto.com Arena      | Ravyn Lenae Amber Mark |
| 23 november  | Los Angeles | Verenigde Staten    | Crypto.com Arena      | Ravyn Lenae Amber Mark |